# Urtijëi
Urtijëi (ladinskt uttal: [uʀtiˈʒɜi̯]
 ( lyssna), tyska: St. Ulrich [zaŋkt ˈʊlrɪç], italienska: Ortisei [ortiˈzɛi]) är en ort och kommun i provinsen Sydtyrolen i regionen Trentino-Sydtyrolen i norra Italien. Den gränsar till kommunerna Kastelruth, Lajen, Santa Cristina Gherdëina och Villnöß. Kommunen har 4 777 invånare (2024), på en yta av 24,16 km². Enligt 2024 års folkräkning talar 79,75 % av befolkningen ladinska, 10,35 % tyska och 9,90 % italienska som modersmål.

## Orter
Orter (località) i kommunen Urtijëi med fler än 20 invånare (inom parentes invånarantal 2021):

- Urtijëi/St. Ulrich/Ortisei (4 402)
- Pra (58)
- Rainelles (70)
- Sacun/St. Jakob/San Giacomo (46)

## Kända personer från Urtijëi
Från Urtijëi kommer discomusikproducenten Giorgio Moroder, konståkerskan Carolina Kostner, skådespelaren Luis Trenker och Ingemar Stenmarks tränare Hermann Nogler.